# B. S. Johnson
Bryan Stanley William Johnson (Hammersmith, 1933. február 5. – Islington, 1973. november 13.) angol kísérleti regényíró, költő és irodalomkritikus volt. Televíziós műsorokat és filmeket is készített.

## Fiatalkora
Johnson munkáscsaládban született, egy könyvkereskedő raktáros, Stanley Wilfred Johnson (1908-1973) és egy pincérnő-csaposlány, Emily Jane (1908-1971, született Lambird) egyetlen gyermekeként a londoni Hammersmithben. A második világháború alatt a közeli Barnesba költöztek.
Johnsont a háború alatt kétszer evakuálták Londonból. Miután a Hammersmith-i Flora Gardens Általános Iskolában tanult, 1939-ben édesanyjával együtt két évre a Surrey megyei Chobhambe költöztették, ahol a falusi iskolába járt. Egy rövid Hammersmithbe való visszatérés után 1941-ben egyedül került a Buckinghamshire-i High Wycombe-ba, ahol egy helyi iskolába járt. Mivel nem sikerült a tizenegy plusz vizsga, nem tudott bejutni a Hammersmith-i Latymer főiskolába, és a háború utolsó évét a Highfields Secondary Modern Schoolban töltötte. Hazatérése után a Barnes County Secondary Modern Schoolba járt, mielőtt „valami egyszerű vizsgát tett”, ami lehetővé tette számára, hogy átkerüljön a Kingston Day kereskedelmi iskolába, ahol „gyorsírást, gépírást és könyvelést tanítottak nekem. Hasznos."
Johnson 16 éves korában otthagyta az iskolát, hogy különböző munkakörökben dolgozzon egy építőipari cég könyvelőjeként, egy péknél, banki juniorként és a Standard Oil-nál, de esténként latinra tanította magát, részt vett egy éves egyetem előtti kurzuson a Birkbeck College-ban, és ezzel a felkészüléssel 1956-ban sikerült letennie az egyetemi felvételi vizsgát a King’s College Londonba.
Később az észak-londoni Islingtonban telepedett le, a Claremont Square-en és a Myddelton Square-en lakott, majd Islingtonban, a Dagmar Terrace-on vásárolt házat, ahol haláláig élt. 1964. március 31-én vette feleségül Virginia Ann Kimptont (sz. 1938) programozás oktatót; ő szerepel Ginnie-ként a Trawl című regényében. Két gyermekük született.

## Pályafutása
Az 1959-ben szerzett 2:2-es (Lower Second Class) diplomája után magántanárként és utánpótlás-tanárként dolgozott Surreyben, miközben egyre kísérletezőbb és gyakran nagyon személyes regényeket írt. Korai éveiben több projektben is együttműködött közeli barátjával és írótársával, Zulfikar Ghose-szal, akivel közös novelláskötetet készített, Statement Against Corpses címmel. Johnson korai novelláihoz hasonlóan – legalábbis felületesen – első két regénye, a Travelling People (1963) és az Albert Angelo (1964) kezdetben viszonylag konvencionálisnak tűnik a cselekmény szempontjából. Az első azonban számos újító eszközt alkalmaz, és tartalmaz egy filmforgatókönyvként megírt részt is. A másodikban pedig a híres átvágott oldalakat, amelyek lehetővé teszik, hogy az olvasó előreugorjon. Munkái fokozatosan még kísérletezőbbé váltak. A The Unfortunates (1969) kötés nélküli dobozban jelent meg (az olvasók tetszésük szerint állíthatták össze a könyvet, eltekintve az „Első” és az „Utolsó” feliratú fejezetektől, amelyek a kívánt végpontokat jelezték. A BBC producere, Lorna Pegram alkalmazta, hogy erről az alkotásról beszéljen a Release című tévésorozat számára. Alig néhány tárgyalás után az interjú hónapokkal a könyv megjelenése előtt elkészült. A House Mother Normal (1971) tisztán időrendi sorrendben íródott, úgy, hogy a különböző szereplők gondolatai és tapasztalatai keresztezték egymást és összefonódtak, nemcsak oldalról oldalra, hanem mondatról mondatra. 1962-ben Eric Gregory-díjat, 1967-ben Somerset Maugham-díjat kapott.
Johnson az 1960-as évek Nagy-Britanniájában a kísérleti szerzők laza körét vezette és társult velük, akik közé tartozott Alan Burns, Eva Figes, Rayner Heppenstall, Ann Quin, Stefan Themerson, Wilson Harris és mások. Sokan közreműködtek a London Consequences című regényben, amely a részt vevő szerzők egy sora között átadott fejezetek palimpszesztjéből áll, és amelyet Margaret Drabble és Johnson szerkesztett. Johnson emellett számos kísérleti filmet készített, verseket publikált, valamint kritikákat, novellákat és színdarabokat írt. Néhány évig a Transatlantic Review költészeti szerkesztője volt.
Paul Theroux V. S. Naipaul-lal való barátságáról szóló beszámolójában, a Sir Vidia's Shadow-ban (1998) többször is említést tesz róla.

## Halála és öröksége
Johnson depressziós lett a sikertelenség és a családi problémák miatt. 1973. november 13-án, 40 éves korában öngyilkos lett, amikor felvágta az ereit az Islington N1, Dagmar Terrace 9. szám alatt. Hagyatékát 9621 font értékben hagyta hátra. A halála előtti napon azt mondta ügynökének: „Sokkal híresebb leszek, ha egyszer meghalok."
Johnson követői halála idején kicsik, de lelkesek voltak; hamarosan posztumusz kultuszra tett szert, amihez hozzájárult az utolsó, még életében megjelent regényének, a Christie Malry's Own Double-Entry (1973) című regényének 2000-ben készült, kritikusok által is elismert filmadaptációja. 2006-ban Joe Pernice énekes-dalszerző tisztelgett Johnson előtt a Pernice Brothers Live a Little című albumán. Jonathan Coe 2004-es Like a Fiery Elephant című (2005-ben Samuel Johnson-díjjal kitüntetett) életrajza ismét az érdeklődés megújulásához vezetett Johnson munkássága iránt. Maga Coe ma már a B. S. Johnson Society elnöke, amelynek célja, hogy „közelebb hozza egymáshoz a Johnson-kutatókat, olvasókat és rajongókat a szerző életének és munkásságának különböző megközelítéseiben”.
2013 áprilisában a Brit Filmintézet a BFI Flipside DVD-sorozat részeként kiadta a You're Human Like the Rest of Them című, Johnson filmjeiből összeállított gyűjteményt.
2015-ben a nottinghami Five Leaves könyvesbolt „But I Know This City!” címmel rendezvényt tartott, amelynek középpontjában Johnson ott játszódó The Unfortunates című regénye állt. A résztvevők körbejárták a várost, hogy a regény egyes részeinek élő felolvasását hallgathassák meg az általuk választott sorrendben.
Az Indie pop banda Los Campesinos! B. S. Johnson irodalmát a nem zenei hatásai közé sorolta, méltatva Coe életrajzát, Johnson munkái pedig inspirálták zenéjük címeit és szövegeit.
Van egy gyűjtemény B. S. Johnson irodalmi dolgozataiból és levelezéséből a British Library-ben (Add MS 89001).

## Bibliográfia

### Regények
- Travelling People (1963)
- Albert Angelo (1964)
- Trawl (1966)
- The Unfortunates (1969)
- House Mother Normal (1971)
- Christie Malry's Own Double-Entry (1973)
- See the Old Lady Decently (1975)

### Költészet és antológiák, beleértve a Johnson által szerkesztetteket
- Poems (1964)
- The Evacuees (1968)
- Poems Two (1972)
- London Consequences: A Novel (1972) Egy regény, amelynek minden fejezetét más-más szerző írta, többek között Johnson, Margaret Drabble, Paul Ableman(wd) és mások.
- All Bull: The National Servicemen (1973)
- Aren't You Rather Young to be Writing Your Memoirs? (1973) Johnson 1960 és 1973 között írt rövidebb prózai műveinek gyűjteménye.
- You Always Remember the First Time (1975)
- Well Done God! Selected Prose and Drama of B.S.Johnson (2013) A gyűjteményt Jonathan Coe, Philip Tew(wd) és Julia Jordan szerkesztette.

### Magyarul
- Szerencsétlenek. Regény (The Unfortunates) – Európa, Budapest, 1973 (Modern könyvtár) · Fordította: Bart István

## Filmográfia
- You're Human Like the Rest of Them (1967)
- The Unfortunates (1969)
- The Smithsons on Housing (1970)[25]
- Paradigm (1969)
- B. S. Johnson on Dr. Samuel Johnson (1971)
- Unfair! (1970)
- Fat Man On A Beach (1973)

### Életrajz
- Jonathan Coe. (2004) Like A Fiery Elephant: The Story of B.S. Johnson. Picador

## Fordítás
- Ez a szócikk részben vagy egészben  a   B. S. Johnson című angol Wikipédia-szócikk fordításán alapul.  Az eredeti cikk szerkesztőit annak laptörténete sorolja fel. Ez a jelzés csupán a megfogalmazás eredetét és a szerzői jogokat jelzi, nem szolgál a cikkben szereplő információk forrásmegjelöléseként.